# Spazio uniforme
In topologia, uno spazio uniforme è uno spazio topologico dotato di una struttura uniforme, che consente di definire proprietà uniformi, come la completezza, la continuità uniforme e la convergenza uniforme.
Negli spazi uniformi è possibile definire alcune nozioni di vicinanza relativa e vicinanza tra punti, che non è possibile stabilire con il solo utilizzo della struttura topologica. Ad esempio, dati i punti {\displaystyle x}, {\displaystyle y}, {\displaystyle a}, {\displaystyle b}, è possibile stabilire che {\displaystyle x} è più vicino ad {\displaystyle a} di quanto {\displaystyle y} sia vicino a {\displaystyle b}. Gli spazi uniformi possono essere visti come una generalizzazione degli spazi metrici e dei gruppi topologici, e permettono la definizione di gran parte dei concetti dell'analisi matematica.
La struttura uniforme, e gli altri concetti ad essa collegati, fu definita esplicitamente da André Weil nel 1937, mediante l'utilizzo di pseudometriche. Successivamente Nicolas Bourbaki fornì la definizione in termini di entourage e John Tukey la diede in termini di ricoprimenti uniformi. Queste definizioni sono descritte nei paragrafi sottostanti.

## Definizione formale
La struttura uniforme di uno spazio può essere definita in tre modi: attraverso gli entourage, sottoinsiemi dello spazio principale che svolgono una funzione analoga a quella degli aperti di una topologia, con l'utilizzo di una pseudometrica, o ancora tramite una particolare tipologia di ricoprimenti dello spazio stesso; come viene mostrato nel seguito, queste tre definizioni sono sostanzialmente equivalenti, ed è possibile far corrispondere le strutture uniformi ottenute nei vari casi.

### Entourage
Uno spazio uniforme {\displaystyle (X,\Phi )} è un insieme {\displaystyle X} dotato di una famiglia di sottoinsiemi (detti entourage) del prodotto cartesiano {\displaystyle X\times X} che soddisfano le seguenti proprietà:
1. ogni entourage contiene la diagonale: {\displaystyle \forall U\in \Phi ,\Delta =\{(x,x):\,x\in X\}\subseteq U};
2. chiusura rispetto all'inclusione: se {\displaystyle U\in \Phi } e {\displaystyle U\subseteq V}, allora {\displaystyle V\in \Phi };
3. chiusura rispetto all'intersezione: se {\displaystyle U} e {\displaystyle V} appartengono a {\displaystyle \Phi }, allora vi appartiene {\displaystyle U\cap V};
4. se {\displaystyle U\in \Phi }, allora esiste un entourage {\displaystyle V\in \Phi } tale che {\displaystyle (x,y)\in V} e {\displaystyle (y,z)\in V} implicano {\displaystyle (x,z)\in U};
5. se {\displaystyle U\in \Phi }, allora anche {\displaystyle U^{-1}=\{(y,x):\,(x,y)\in U\}} appartiene a {\displaystyle \Phi }.

Se manca l'ultima proprietà, lo spazio è detto quasi uniforme.
Intuitivamente, due punti appartenenti al medesimo entourage presentano un determinato grado di vicinanza; due punti sono tanto più vicini quanti più entourage hanno in comune. Con questa interpretazione, le proprietà sopra date possono essere così descritte:
1. ogni punto è vicino a sé stesso;
2. un insieme di punti più grande definisce una grado di prossimità minore;
3. l'intersezione tra due gradi di vicinanza definisce un nuovo grado di vicinanza;
4. dato un certo grado di prossimità, ne esiste uno "due volte" più stretto;
5. se {\displaystyle x} è vicino a {\displaystyle y}, {\displaystyle y} è vicino a {\displaystyle x}.

I punti appartenenti ad un entourage {\displaystyle U} sono detti U-vicini; se tutti i punti di un dato insieme {\displaystyle A} sono U-vicini (ovvero {\displaystyle A\times A\subseteq U}), {\displaystyle A} è detto U-piccolo.
Nel caso di uno spazio metrico {\displaystyle (X,d)}, gli entourage sono definiti come l'insieme delle coppie di punti la cui distanza è minore di un numero reale prefissato:
{\displaystyle U_{a}=\{(x,y)\in X\times X|d(x,y)\leq a\in \mathbb {R} ^{+}\}}.
L'insieme dei punti "vicini" ad un punto fissato {\displaystyle x} appartenente all'entourage {\displaystyle U} è di solito scritto come 
{\displaystyle U[x]=\{y:\,(x,y)\in U\}}
Un sistema fondamentale di entourage è una sottofamiglia {\displaystyle B} di entourage tale che ogni entourage della struttura uniforme contiene un entourage di {\displaystyle B}; per la proprietà 2, un sistema fondamentale è quindi in grado di definire l'intera struttura uniforme.
Date due strutture uniformi {\displaystyle \Phi } e {\displaystyle \Psi }, se {\displaystyle \Psi \subseteq \Phi } si dice che {\displaystyle \Phi } è più fine di {\displaystyle \Psi }.

### Pseudometrica
Uno spazio uniforme è definibile attraverso un sistema di pseudometriche nel seguente modo: data una pseudometrica {\displaystyle f:X\times X\rightarrow \mathbb {R} }, l'insieme dei punti la cui pseudodistanza è inferiore o uguale al numero reale {\displaystyle a} è l'immagine inversa dell'intervallo reale {\displaystyle [0,a]}:
{\displaystyle U_{a}=f^{-1}([0,a])}.
L'insieme di tutte le immagini inverse per una data pseudometrica forma un sistema fondamentale di entourage.
Se consideriamo una famiglia di pseudometriche {\displaystyle \{f_{i}\}_{i\in I}}, le intersezioni finite di tutti gli entourage formano a loro volta un sistema fondamentale. 
Se la famiglia di pseudometriche è numerabile, questo sistema è equivalente a quello generato da una singola pseudometrica; nel caso di una famiglia finita, la pseudometrica generatrice è l'inviluppo superiore di tutte le pseudometriche (ovvero la pseudometrica generata prendendo, punto per punto, la pseudometrica della famiglia con il valore maggiore).
Più in generale, ogni struttura uniforme può essere generata tramite una famiglia di pseudometriche, eventualmente non numerabile.

### Ricoprimenti uniformi
È possibile definire uno spazio uniforme, attraverso alcune particolari tipologie di ricoprimenti, detti ricoprimenti uniformi. Un ricoprimento di un insieme {\displaystyle X} è una famiglia di insiemi {\displaystyle \{U_{\alpha }\}_{\alpha \in A}} la cui unione contiene {\displaystyle X}:
{\displaystyle X\subseteq \bigcup _{\alpha \in A}}.
Dati due ricoprimenti {\displaystyle P} e {\displaystyle Q}, è possibile stabilire una relazione d'ordine tra di loro nel seguente modo:
{\displaystyle P<^{\star }Q\Leftrightarrow \forall A\in P\,\exists U\in Q:\,\forall B\in P:A\cap B=\Phi \Rightarrow B\subseteq U}.
Se si verifica la condizione sopra, si dice che il ricoprimento {\displaystyle P} è un raffinamento di {\displaystyle Q}. Uno spazio uniforme {\displaystyle (X,\Theta )} è uno spazio {\displaystyle X} dotato di una famiglia di ricoprimenti {\displaystyle \Theta } che forma un filtro rispetto all'ordinamento sopra definito, ovvero i ricoprimenti della famiglia soddisfano le seguenti proprietà:
- {\displaystyle \{X\}} è un ricoprimento uniforme;
- se {\displaystyle P<^{\star }Q} e {\displaystyle P} è un ricoprimento uniforma, lo è anche {\displaystyle Q};
- se {\displaystyle P} è {\displaystyle Q} sono ricoprimenti uniformi, esiste un ricoprimento uniforme {\displaystyle R} che li raffina entrambi.

Dato uno spazio uniforme definito tramite entourage, definiamo uniforme un ricoprimento {\displaystyle P} se esiste un entourage {\displaystyle U} tale per cui, per ogni {\displaystyle x\in X}, esiste {\displaystyle A\in P} per cui {\displaystyle U[x]\subseteq A}; tutti i ricoprimenti così generati costituiscono uno spazio uniforme secondo la definizione data sopra.
Inversamente, dato uno spazio uniforme definito tramite ricoprimenti, sono entourage tutti i soprainsiemi di
{\displaystyle \bigcup _{P}\{A\times A:A\in P\}},
dove {\displaystyle P} è un ricoprimento uniforme.

## Esempi
Una categoria molto ampia di spazi uniformi sono gli spazi metrici: ogni metrica è a fortiori una pseudometrica, e quindi permette di definire una struttura uniforme. Differenti metriche possono avere la medesima struttura uniforme; ad esempio moltiplicando una metrica per una costante, la struttura uniforme indotta non varia.
È comunque possibile trovare metriche che inducono differenti strutture uniformi, ma uguali strutture topologiche; ad esempio, considerando su {\displaystyle \mathbb {R} } le due metriche:
{\displaystyle {\begin{matrix}d_{1}(x,y)=|x-y|\\d_{2}(x,y)=e^{x}-e^{y}\end{matrix}}}
inducono la stessa topologia, ma differenti strutture uniformi, in quanto l'insieme {\displaystyle \{(x,y):|x-y|<1\}} è un entourage nella struttura uniforme indotta da {\displaystyle d_{1}}, ma non in quella indotta da {\displaystyle d_{2}}.
I gruppi topologici costituiscono un'altra categoria di spazi uniformi; dato un gruppo topologico {\displaystyle G}, gli entourage sono tutti i sottoinsiemi di {\displaystyle G\times G} che contengono l'insieme:
{\displaystyle \{(x,y):xy^{-1}\in U\}},
dove {\displaystyle U} è un intorno dell'elemento neutro di {\displaystyle G}.
La struttura uniforme così definita è detta uniformità destra, in quanto per ogni elemento {\displaystyle a\in G} la moltiplicazione a destra {\displaystyle x\mapsto xa} è uniformemente continua.

## Spazi topologici e spazi uniformi
Ogni spazio uniforme si può dotare di una topologia, definendo come aperto qualunque sottoinsieme {\displaystyle A} tale che per ogni {\displaystyle x\in A} esiste un entourage {\displaystyle V} per cui {\displaystyle V[x]} è contenuto in {\displaystyle A}. La topologia così definita è detta indotta dalla uniformità; una topologia che coincide con quella indotta dalla struttura uniforme è detta compatibile con essa. In generale una data topologia può essere compatibile con più di una struttura uniforme.
Gli spazi topologici la cui topologia è compatibile con una struttura uniforme sono detti uniformizzabili; essi coincidono con gli spazi completamente regolari. 
Se lo spazio è uniformizzabile, le tre seguenti proprietà sono equivalenti:
- {\displaystyle X} è uno spazio di Kolmogorov;
- {\displaystyle X} è uno spazio di Hausdorff;
- {\displaystyle X} è uno spazio di Tychonoff;
- l'intersezione di tutti gli entourage è la diagonale di {\displaystyle X}.

## Proprietà legate alla struttura uniforme
Numerose importanti proprietà possono essere definite attraverso la struttura uniforme di uno spazio; tra queste la continuità uniforme e la completezza.

### Continuità uniforme
Una funzione tra spazi uniformi è detta uniformemente continua se le controimmagini degli entourage (o dei ricoprimenti uniformi) o sono ancora degli entourage (o dei ricoprimenti uniformi). Un isomorfismo uniforme è una funzione uniformemente continua dotata di una inversa uniformemente continua.
La continuità uniforme svolge per gli spazi uniformi un ruolo analogo a quello della continuità per gli spazi topologici; una funzione uniformemente continua tra spazi uniformi conserva infatti le proprietà uniformi degli spazi. Una funzione uniformemente continua è sempre continua rispetto alla topologia indotta.

### Completezza
La nozione di completezza di uno spazio metrico può essere estesa agli spazi uniformi; invece della convergenza delle successioni di Cauchy viene richiesta la convergenza di altre entità matematiche, dette filtri di Cauchy, o reti di Cauchy.
Un filtro di Cauchy è un filtro che contiene elementi arbitrariamente piccoli; più precisamente, per un entourage {\displaystyle U} esiste un elemento {\displaystyle A} del filtro tale che {\displaystyle A\times A\subseteq U}.
Un filtro convergente è sempre un filtro di Cauchy, mentre non vale in generale il viceversa; gli spazi in cui ogni filtro di Cauchy è anche convergente sono detti spazi uniformi completi. Tra questi vanno annoverati gli spazi di Hausdorff compatti.
Data una funzione uniformemente continua {\displaystyle f:A\rightarrow Y} da un insieme {\displaystyle A} denso in {\displaystyle X} spazio uniforme, a uno spazio uniforme completo {\displaystyle Y}, è possibile estendere in maniera unica la funzione su tutto {\displaystyle X}, mantenendone la continuità uniforme.

### Completamento di uno spazio uniforme
Analogamente agli spazi metrici, esiste un completamento di Hausdorff per qualunque spazio uniforme {\displaystyle X}: ovvero, esiste uno spazio di Hausdorff completo uniforme {\displaystyle Y} e una mappa uniformemente continua {\displaystyle i:X\rightarrow Y} tale che per ogni mappa {\displaystyle f} da {\displaystyle X} in uno spazio di Hausdorff completo uniforme {\displaystyle Z} esiste una mappa uniformemente continua {\displaystyle g:Y\rightarrow Z} tale che {\displaystyle f=gi}.
Il completamento di Hausdorff {\displaystyle Y} è unico a meno di un omeomorfismo. Una possibile costruzione si ottiene prendendo l'insieme dei filtri di Cauchy minimali su {\displaystyle X}; la mappa {\displaystyle i} fa corrispondere ciascun punto {\displaystyle x\in X} al filtro degli intorni {\displaystyle B(x)}, che è un filtro di Cauchy minimale. L'immagine {\displaystyle i(X)} è densa in {\displaystyle Y}; se {\displaystyle X} è di Hausdorff, {\displaystyle i} è iniettiva e {\displaystyle i(X)} è omeomorfo a {\displaystyle X}. Altrimenti, si può considerare lo spazio quoziente ottenuto identificando tutti i punti {\displaystyle x} e {\displaystyle x^{\prime }} per cui {\displaystyle i(x)=i(x^{\prime })}, che è sempre di Hausdorff e omeomorfo a {\displaystyle i(X)}.
La struttura uniforme di {\displaystyle Y} è così definita: per ogni entourage {\displaystyle V\subseteq X} che sia simmetrico (ovvero {\displaystyle (x,y)\in V\Leftrightarrow (y,x)\in V}), sia {\displaystyle C(V)} l'insieme di tutte le coppie di filtri di Cauchy che hanno in comune almeno un elemento V-piccolo; l'insieme di tutti i {\displaystyle C(V)} è un sistema fondamentale di entourage.